# Regencia de Jayawijaya
La regencia de Jayawijaya es una de las regencias (kabupaten) en la provincia indonesia de Alta Papúa. Ocupa una superficie de 13.925,31 km2 en el valle de Baliem, situado en la sierra central de la provincia. Tenía una población de 196 085 en el censo de 2010 y 269 553 en el censo de 2020. Su capital es Wamena.

## Distritos administrativos
En 2010, la regencia de Jayawijaya comprendía once distritos (distrik), enumerados a continuación con sus poblaciones en el censo de 2010. Desde 2010, el número de distritos se ha elevado a cuarenta mediante la división de los distritos existentes, y todos estos se muestran a continuación con su área y su población en el censo de 2020. La tabla también incluye la ubicación de los centros administrativos del distrito, el número de pueblos administrativos ( desa rural y kelurahan urbano) en cada distrito y su código postal.
| Distrito        | Superficie (km2) | Población (2010) | Población (2020) | Centro administrativo | Número de villas | Código postal |
| --------------- | ---------------- | ---------------- | ---------------- | --------------------- | ---------------- | ------------- |
| Wamena          | 249.31           | 62,552           | 64,967           | Wamena Kota           | 11               | 99511         |
| Asolokobal      | 375.51           | 15,349           | 4,985            | Asolokobal            | 9                | 99501         |
| Walelagama      | 412.33           | 11,181           | 2,871            | Walelagama            | 6                | 99510         |
| Trikora         | 190.07           |                  | 1,472            | Trikora               | 6                | 99508         |
| Napua           | 246.64           |                  | 5,425            | Napua                 | 9                | 99505         |
| Walaik          | 176.33           |                  | 3,287            | Walaik                | 5                | 99509         |
| Wouma           | 243.09           |                  | 6,760            | Wouma                 | 7                | 99514         |
| Walesi          | 250.21           |                  | 3,045            | Walesi                | 7                | 99512         |
| Asotipo         | 319.57           |                  | 9,913            | Asotipo               | 10               | 99502         |
| Maima           | 188.61           |                  | 7,083            | Maima                 | 7                | 99504         |
| Hubikosi        | 547.90           | 17,495           | 8,218            | Hubikosi              | 11               | 99552         |
| Pelebaga        | 514.18           | 10,220           | 14,197           | Wililimo              | 13               | 99554         |
| Ibele           | 333.13           |                  | 9,089            | Ibele                 | 10               | 99553         |
| Tailarek        | 320.79           |                  | 3,809            | Senogulik             | 8                | 99555         |
| Hubikiak        | 541.70           |                  | 14,056           | Hubikiak              | 8                | 99551         |
| Asologaima      | 182.37           | 37,535           | 5,073            | Kimbim                | 10               | 99531         |
| Musatfak        | 994.85           | 7,209            | 4,203            | Temia                 | 10               | 99533         |
| Silo Karno Doga | 309.75           |                  | 5,065            | Yerega                | 8                | 99535         |
| Pyramid         | 297.18           |                  | 5,122            | Pyramid               | 10               | 99534         |
| Muliama         | 337.83           |                  | 5,780            | Muliama               | 12               | 99532         |
| Warne           | 168.16           |                  | 1,927            | Warne                 | 4                | 99536         |
| Kurulu          | 492.33           | 24,732           | 7,039            | Kurulu                | 12               | 99521         |
| Usilimo         | 321.58           |                  | 3,567            | Usilimo               | 10               | 99524         |
| Wita Waya       | 217.24           |                  | 2,058            | Wita Waya             | 5                | 99526         |
| Libarek         | 213.23           |                  | 2,287            | Libarek               | 5                | 99522         |
| Wadangku        | 219.90           |                  | 2,471            | Wadangku              | 5                | 99525         |
| Pisugi          | 336.03           |                  | 3,253            | Pisugi                | 7                | 99523         |
| Bolakme         | 429.07           | 7,175            | 5,117            | Bolakme               | 12               | 99541         |
| Wollo           | 339.67           | 3,068            | 8,912            | Wollo                 | 8                | 99548         |
| Yalengga        | 689.06           | 2,244            | 3,051            | Yalengga              | 11               | 99549         |
| Tagime          | 406.26           |                  | 5,795            | Tagime                | 11               | 99546         |
| Molagalome      | 228.67           |                  | 2,644            | Molagalome            | 6                | 99545         |
| Tagineri        | 291.59           |                  | 3,495            | Tagineri              | 9                | 99547         |
| Bugi            | 463.83           |                  | 3,655            | Bugi                  | 8                | 99543         |
| Bpiri           | 348.12           |                  | 1,629            | Dlonggoki             | 7                | 99542         |
| Koragi          | 465.94           |                  | 3,428            | Koragi                | 5                | 99544         |
| Wesaput         | 249.31           |                  | 10,448           | Ilokama               | 8                | 99513         |
| Siepkosi        | 354.72           |                  | 3,376            | Siepkosi              | 9                | 99507         |
| Itlay Hisage    | 498.95           |                  | 4,370            | Sumunikama            | 9                | 99503         |
| Popugoba        | 160.30           |                  | 6,611            | Popugoba              | 4                | 99506         |
| Totals          | 13,925.31        | 196,085          | 269,553          | Wamena                | 332              |               |

Los distritos con poblaciones de 2010 que figuran en la columna población de 2010 eran la extensión de once distritos en 2010; los veintinueve distritos restantes sin cifra en la columna población de 2010 fueron los creados a partir de los once distritos originales posteriores a 2010.